# تپه گرد سفلی
تپه گرد سفلی مربوط به اواخر هزاره دوم پیش از میلاد - اوایل هزاره اول پیش از میلاد است و در شهرستان درگز، نرسیده به روستای تیرگان واقع شده و این اثر در تاریخ ۲۲ مرداد ۱۳۸۴ با شمارهٔ ثبت ۱۳۳۱۱ به‌عنوان یکی از آثار ملی ایران به ثبت رسیده‌است.